# Indische kuifarend
De Indische kuifarend (Nisaetus cirrhatus) is een roofvogel uit de familie van de havikachtigen die voorkomt in een groot deel van Azië van India tot de Filipijnen.

## Beschrijving
De vogel is 70 cm lang, het is een middelgrote roofvogel met brede afgerond vleugels en relatief lange ook afgeronde staart. Zoals de Engelse naam zegt (Changeable Hawk-eagle) is het verenkleed van deze kuifarend zeer variabel. Op Borneo is de meerderheid van de vogels (ca. 60%) geheel donkerbruin van kleur (donkere fase). De lichte fase is bruin van boven wit van onder. Onvolwassen vogels zijn dan helemaal wit van onder, volwassen vogels hebben een verticale streping op de borst.

## Verspreiding en leefgebied
De Indische kuifarend komt voor in bossen en half open landschappen met secondair bos van zeeniveau tot zo'n 2000 meter hoogte. Op Borneo is dit de meest algemene arend van dit formaat.
De soort telt 5 ondersoorten:
- N. c. limnaeetus: van noordelijk India tot Indochina, Malakka, de Grote Soenda-eilanden en de Filipijnen.
- N. c. cirrhatus: zuidelijk India.
- N. c. ceylanensis: Sri Lanka.
- N. c. andamanensis: de Andamanen.
- N. c. vanheurni: Simeulue (nabij westelijk Sumatra).

## Status
De Indische kuifarend heeft een enorm groot verspreidingsgebied dat reikt van India via Myanmar over het schiereiland Malakka de Grote Soenda-eilanden, de Molukken en de Filipijnen. Daardoor alleen al is de kans op uitsterven uiterst gering. De grootte van de populatie is niet gekwantificeerd. Er is echter aanleiding te veronderstellen dat de soort in aantal achteruit gaat. Het tempo van deze afname ligt onder de 30% in tien jaar (minder dan 3,5% per jaar). Om die redenen staat deze kuifarend als niet bedreigd op de Rode Lijst van de IUCN.